# 李德姬
李德姬（1959年12月27日—），韓國女演員。

## 簡歷
李德姬於1979年透過KBS第6期公募演員計劃入行，並於1980年代起主要演出大河史劇為演藝活動，在其演藝生涯中參演了近二十部大河劇。至2000年代起，她參與日日劇及晨間劇的演出，成為穩定的母親角色配角演員。在其演藝生涯中，幾乎沒有拍攝由MBC電視台製作的電視劇。

## 演出作品

### 電視劇
- 1979年：KBS《傳說的故鄉－紅箭門》
- 1979年：KBS《傳說的故鄉－旌善阿里郎》
- 1980年：KBS《人間家族－南淑兒》
- 1980年：KBS《文藝劇場－少年的悲哀》
- 1980年：KBS《五畝青松銀》
- 1980年：KBS《所望（朝鲜语：소망 (드라마)）》飾演 鄭護士
- 1981年：KBS《TV文學館－人們的兒子》飾演 金順義
- 1982年：KBS《TV文學館－陶藝家的村莊》飾演 點萊
- 1982年：KBS《TV文學館－甘霖千佛》飾演 萬吉利
- 1982年：KBS《TV文學館－牛販》飾演 崔玉芬
- 1982年：KBS《13歲的少年》
- 1982年：KBS《約定之地（朝鲜语：약속의 땅 (드라마)）》飾演 琴熙
- 1983年：KBS《大關嶺》
- 1983年：KBS《大女兒》飾演 惠美
- 1983年：KBS《兄妹》
- 1983年：KBS《金南之家（朝鲜语：금남의 집）》飾演 德熙
- 1983年：KBS《青春日記》
- 1983年：KBS《TV文學館－糞禮記》飾演 芬萊
- 1983年：KBS《TV文學館－孟進士宅慶事》飾演 甲芬
- 1983年：KBS《TV文學館－石頭的微笑》飾演 趙恩貞
- 1983年：KBS《銀河之夢》
- 1983年：KBS《TV文學館－뒷기미나루》飾演 沈淑德
- 1983年：KBS《TV文學館－約定》飾演 尹善義
- 1984年：KBS《TV文學館－迷人的歸鄉》飾演 卓雅英
- 1984年：KBS《TV文學館－蜘蛛巢城》飾演 黃賢愛
- 1984年：KBS《TV文學館－陰曹鳥》飾演 南伊
- 1984年：KBS《新娘教室》
- 1985年：KBS《TV文學館－客地異鄉》飾演 車孝順
- 1985年：KBS《清晨（朝鲜语：새벽 (드라마)）》
- 1985年：KBS《光與影（朝鲜语：빛과 그림자 (1985년 4월 드라마)）》飾演 徐恩愛
- 1986年：KBS《金礦（朝鲜语：노다지 (드라마)）》
- 1986年：KBS《你的沉默》
- 1986年：KBS《尋找幸福－這樣的愛情歌曲》
- 1986年：KBS《TV文學館－神的骰子》飾演 鄭惠玉
- 1987年：KBS《梨花（朝鲜语：이화 (드라마)）》
- 1987年：KBS《土地（朝鲜语：토지 (1987년 드라마)）》飾演 林明熙
- 1987年：KBS《永恆的微笑》
- 1987年：KBS《一起生活吧》飾演 尹孝珍
- 1989年：KBS《流動的歷史（朝鲜语：역사는 흐른다）》飾演 趙完久（李圭植的妻子）
- 1991年：KBS《王道（朝鲜语：왕도 (드라마)）》飾演 月萊
- 1991年：KBS《兄（朝鲜语：형 (드라마)）》飾演 大年
- 1992年：KBS《三國記》飾演 雅朗
- 1992年：KBS《明天是愛情（朝鲜语：내일은 사랑）》
- 1993年：SBS《吳博士家的人（朝鲜语：오박사네 사람들）》飾演 李小姐
- 1993年：KBS《詩人和狂人》飾演 熙貞
- 1994年：KBS《韓明澮（朝鲜语：한명회 (드라마)）》飾演 閔氏（韓明澮的妻子）
- 1994年：KBS《人間劇場－黃昏的影子》飾演 道勳的妻子
- 1994年：EBS《永遠是藍色的心（朝鲜语：언제나 푸른마음）》
- 1995年：SBS《張禧嬪》飾演 閔維重的妻子
- 1995年：KBS《我的愛，宥美（朝鲜语：내 사랑 유미）》
- 1995年：KBS《復仇》飾演 成愛（白頭山的妻子）
- 1995年：KBS《我所在的風景》
- 1996年：SBS《有時像別人一樣（朝鲜语：때로는 타인처럼）》
- 1996年：SBS《兄弟之江（朝鲜语：형제의 강）》飾演 吳真淑
- 1997年：SBS《約定》飾演 徐真花
- 1997年：SBS《幸福在我們心中（朝鲜语：행복은 우리 가슴에）》飾演 劉善美
- 1998年：KBS《王與妃》飾演 昇平府大夫人朴氏
- 1998年：SBS《冬天過去，春天（朝鲜语：겨울 지나고 봄）》飾演 閔賢智
- 1998年：SBS《恩實（朝鲜语：은실이）》飾演 鄭順子
- 2000年：SBS《美德（朝鲜语：덕이）》飾演 林正愛
- 2001年：KBS《掛上了棗樹的愛（朝鲜语：대추나무 사랑걸렸네）》飾演 吳德順
- 2001年：KBS《明成皇后》飾演 純穆大院妃
- 2002年：SBS《野人時代》飾演 吳淑根（朝鲜语：오숙근）（金佐鎮的妻子）
- 2003年：KBS《芬兒（朝鲜语：분이）》飾演 金女士
- 2003年：KBS《武人時代》飾演 宋氏（崔忠獻的妻子）
- 2004年：SBS《張吉山（朝鲜语：장길산 (드라마)）》飾演 安巫師
- 2004年：KBS《蘿蔔泡菜》飾演 洪詩馬
- 2005年：EBS《如今在馬羅尼埃（朝鲜语：지금도 마로니에는）》飾演 鄭金成
- 2006年：KBS《漢城 1945（朝鲜语：서울 1945）》飾演 趙順伊
- 2006年：KBS《順玉（朝鲜语：순옥이）》飾演 金明子
- 2007年：SBS《鹽巴娃娃》飾演 素英的生母
- 2008年：KBS《快刀洪吉童》飾演 金氏夫人
- 2008年：KBS《大姐（朝鲜语：큰 언니 (2008년 드라마)）》飾演 德實（安妍花）
- 2008年：KBS《傳說的故鄉－鬼書》飾演 文定王后
- 2009年：KBS《薔花紅蓮》飾演 薔花的媽媽
- 2009年：KBS《松藥局的兒子們》飾演 恩貞
- 2009年：KBS《天下無敵李平岡》飾演 延娜富
- 2010年：KBS《巨商金萬德》飾演 弘洙的媽媽
- 2010年：MBC《金首露》飾演 阿珍義先
- 2011年：SBS《你睡著的時候》飾演 申淑熙
- 2011年：JTBC《仁粹大妃》飾演 崔尚宮
- 2012年：SBS《依然是你》飾演 徐南珠
- 2012年：KBS《嗚啦啦夫婦》飾演 羅如玉的媽媽
- 2013年：JTBC《荊棘花》飾演 李真淑
- 2014年：KBS《鄭道傳》飾演 恭元王后
- 2014年：MBC《說出你的願望》飾演 金秋瓷
- 2015年：SBS《華麗的鄰居》飾演 林蓮玉
- 2016年：KBS《再次，初戀》飾演 洪美愛
- 2017年：KBS《我男人的秘密》飾演 朴智淑
- 2018年：SBS《胸腔外科-盜取心臟的醫生們》飾演 吳靜愛
- 2019年：KBS《為何那樣，奉尚先生》飾演 申鳳子
- 2019年：KBS《太陽的季節》飾演 張正熙
- 2019年：SBS《想品嚐一下味道嗎？》飾演 吳玉芬

### 電影
- 2005年：《酥脆的蛋殼（朝鲜语：파송송 계란탁）》飾演 鄉村音像店老闆

## 獲獎
- 1986年：第22屆百想藝術大獎－人氣獎

## 外部連結
- NAVER人物搜索頁面